# Dębska Wola
Dębska Wola is een plaats in het Poolse district  Kielecki, woiwodschap Święty Krzyż. De plaats maakt deel uit van de gemeente Morawica en telt 650 inwoners.

## Verkeer en vervoer
- Station Dębska Wola